# 長岡市立高等総合支援学校
長岡市立高等総合支援学校（ながおかしりつ こうとうそうごうしえんがっこう）は、新潟県長岡市に所在する高等部のみを設置する特別支援学校。2015年（平成27年）に長岡市立総合支援学校から高等部が独立し、開校した。

## 学級編成
- 普通学級[1]
- 重複学級
- 訪問学級（在宅・施設）

## 校歌
平原綾香のデビュー曲『Jupiter』は、2004年の新潟県中越大震災以降、長岡まつり大花火大会における復興祈願花火「フェニックス」のBGMとして用いられ、復興と希望を象徴する楽曲として長岡市民に親しまれてきた。こうした背景から、高等総合支援学校の生徒たちが、平原に向けてビデオメッセージを送り、校歌の制作を依頼した。これを受けて、平原は2015年3月に校歌「世界でたったひとつの絵」を自ら作詞・作曲した。

## 生徒数
令和7年度（2025年）
- 普通学級：113名
- 重複学級：24名
- 訪問学級：2名
- 計：139名
- 教職員：96名

## 作業班
- リサイクル班(たくみlab2(旧ピュアリサイクル))[5]
- 委託班(たくみlab1(旧たくみ))
- 自主製品制作班(和)
- 農工班(つっち〜ず)
- 食品加工班(ハッピーキッチン)
- 清掃・クリーニング班(smilecleaning)
- 事務班(officeFine)
- 接客・介護班(サービスこころ)

## サークル活動
- スポーツレクサークル
- ものづくりサークル
- 室内レクサークル
- バンドサークル
- コンピュータサークル
- ダンスサークル

## 沿革
- 2014年7月31日 - 「長岡市総合支援高等学校の分離・独立本校化について」の市長決裁了、新潟県教育委員会へ「長岡市立総合支援学校高等部の分離・独立本校化に関する要望書」を提出[6]
- 2014年9月19日 - 長岡市教育委員会へ概要説明
- 2014年10月20日 - 総合支援学校児童生徒の保護者へ概要説明
- 2014年10月29日 - 新学校名「長岡市立高等総合支援学校」の決裁完了
- 2014年11月25日 - 新潟県教育委員会へ、「特別支援学校設置認可申請」を提出
- 2014年12月12日 - 長岡市学校設置条例の一部改正により「長岡市立高等総合支援学校」の設置が長岡市議会で可決
- 2015年1月16日 - 新潟県教育委員会より、「長岡市立高等総合支援学校の設置」が正式に認可される
- 2015年4月1日 - 「長岡市立高等総合支援学校」開校
- 2015年4月9日 - 第1回入学式　挙行
- 2016年3月11日 - 校歌・校旗　制定
- 2017年6月27日 - 屋外運動場着工
- 2017年9月15日 - 屋外運動場竣工
- 2017年9月20日 - 大体育館竣工
- 2019年11月20日 - 令和元年度新潟県特別支援学校知的障害教育研究会研修会を当校主管で開催
- 2023年4月1日 - 大体育館1階に6教室増設・校舎内に保健室新設
- 2023年8月18日 - 図書室新設

## メディア
- 長岡市広報テレビ「ナルホド！ながおか」～社会の中で私らしく～ 長岡市立高等総合支援学校生徒の挑戦

## 所在地
〒940-2138　新潟県長岡市大字日越1402番地

## アクセス
「高等総合支援学校入り口」より徒歩2分